# 森和夫
森 和夫（もり かずお、1916年（大正5年）4月1日 - 2011年（平成23年）7月14日）は、日本の実業家。東洋水産創業者。静岡県賀茂郡田子村（現在の西伊豆町）出身。静岡県立豆陽中学校(旧制)（後の静岡県立下田高等学校）、水産講習所（現在の東京海洋大学）卒業。

## 略歴
実家は元々漁業を営んでいたが、父の代で冷蔵製氷業に転じ、1919年（大正8年）に田子製氷株式会社（2007年（平成19年）に東洋水産に吸収合併される）を設立し、田子村で冷蔵庫を運営していた。
和夫は水産講習所卒業後水産会社に就職するが、間もなく徴兵され、旅順の陸軍予備士官学校を経て1939年（昭和14年）のノモンハン事件に従軍。所属していた部隊がほとんど全滅に近い被害を受ける中、かろうじて生き残り帰国する。その後1944年（昭和19年）に結婚するがその1ヵ月後に再び徴兵され、終戦後中国大陸で約半年間捕虜生活を送った後1946年（昭和21年）に帰国した。
帰国後、当初就職した水産会社が塩竈市に設立した子会社に配属され取締役にまで昇進するが、同社の経営が間もなく行き詰まり、任意整理の形で同社を廃業。その後1950年（昭和25年）に、水産講習所時代の同級生と共に、横須賀市内で売りに出ていた冷蔵庫を買い取ると同時に同市内に「横須賀冷蔵庫株式会社」を設立。さらに1953年（昭和28年）には同社の東京支店を負債ごと買い取る形（現代で言うマネジメント・バイアウト（MBO））で「横須賀水産株式会社」を設立した。
以後東洋水産（1956年（昭和31年）に横須賀水産から社名変更）の社長として同社の経営拡大に邁進した（詳細は東洋水産の記事を参照）。1980年（昭和55年）には脳梗塞で倒れ約2ヶ月の入院生活を余儀なくされるが、幸い大きな後遺症もなく復帰した。その後1995年（平成7年）に同社会長、1999年（平成11年）に同社相談役となった。
2011年（平成23年）7月14日、肺炎のため東京都港区の病院で死去。95歳没。

## エピソード
森和夫の波瀾万丈の人生に興味を持った経済小説家の高杉良が、本人を説得して『燃ゆるとき』と題する小説を書いた。また、生前の森は一切の勲章を辞退し、財界活動も行わなかった。東洋水産の経営を退く際には「退職金が高過ぎる」として7分の1に減額させたという。

## 参考資料
- 『燃ゆるとき』（高杉良著、実業之日本社、1990年）
- 『ザ・エクセレント・カンパニー〜新・燃ゆるとき』（高杉良著、毎日新聞社、2003年）